# PPG Paints Arena
Die PPG Paints Arena ist eine Mehrzweckhalle in der US-amerikanischen Stadt Pittsburgh im Bundesstaat Pennsylvania. Sie steht seit ihrer Eröffnung im August 2010 dem Eishockey-Franchise der Pittsburgh Penguins und von 2011 bis 2014 den Pittsburgh Power aus der Arena Football League (AFL) zur Verfügung. Von ihrer Errichtung im Jahre 2010 bis Oktober 2016 hieß die Arena Consol Energy Center.
Mit dem Bau der neuen Multifunktionshalle, die damit Nachfolger der Civic Arena wurde, konnten die Eigentümer einen Umzug der Penguins in eine andere Stadt für mindestens 30 Jahre verhindern.

## Geschichte

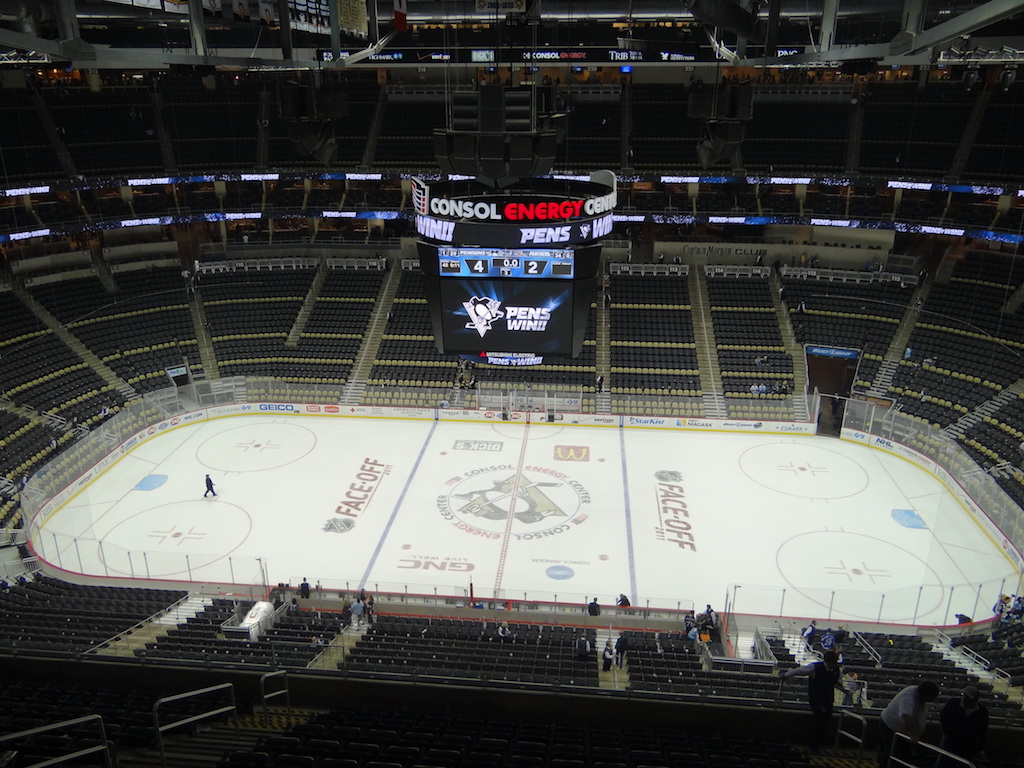
Innenraum der PPG Paints Arena mit Eisfläche

Die Planungen zum Consol Energy Center begannen bereits einige Jahre vor dem Spatenstich. Im März 2007 einigten sich die Stadt und die Eigentümer über die Finanzierung der neuen Halle, die besonders umweltfreundlich werden soll. Der Bau begann am 14. August 2008, die neue Multifunktionshalle steht in unmittelbarer Nähe zur Mellon Arena. Im Dezember des Jahres gaben die Penguins bekannt, das Steinkohleunternehmen Consol Energy Inc. als Namenssponsor für die kommenden 21 Jahre gebunden zu haben. Im Oktober 2016 wurde allerdings bekannt, dass PPG Paints die Namensrechte mit sofortiger Wirkung übernommen habe, sodass das Consol Energy Center fortan PPG Paints Arena heißt.